# Riells del Fai
Riells del Fai és un poble del terme municipal de Bigues i Riells del Fai, al Vallès Oriental, al sector nord-occidental de la comarca.

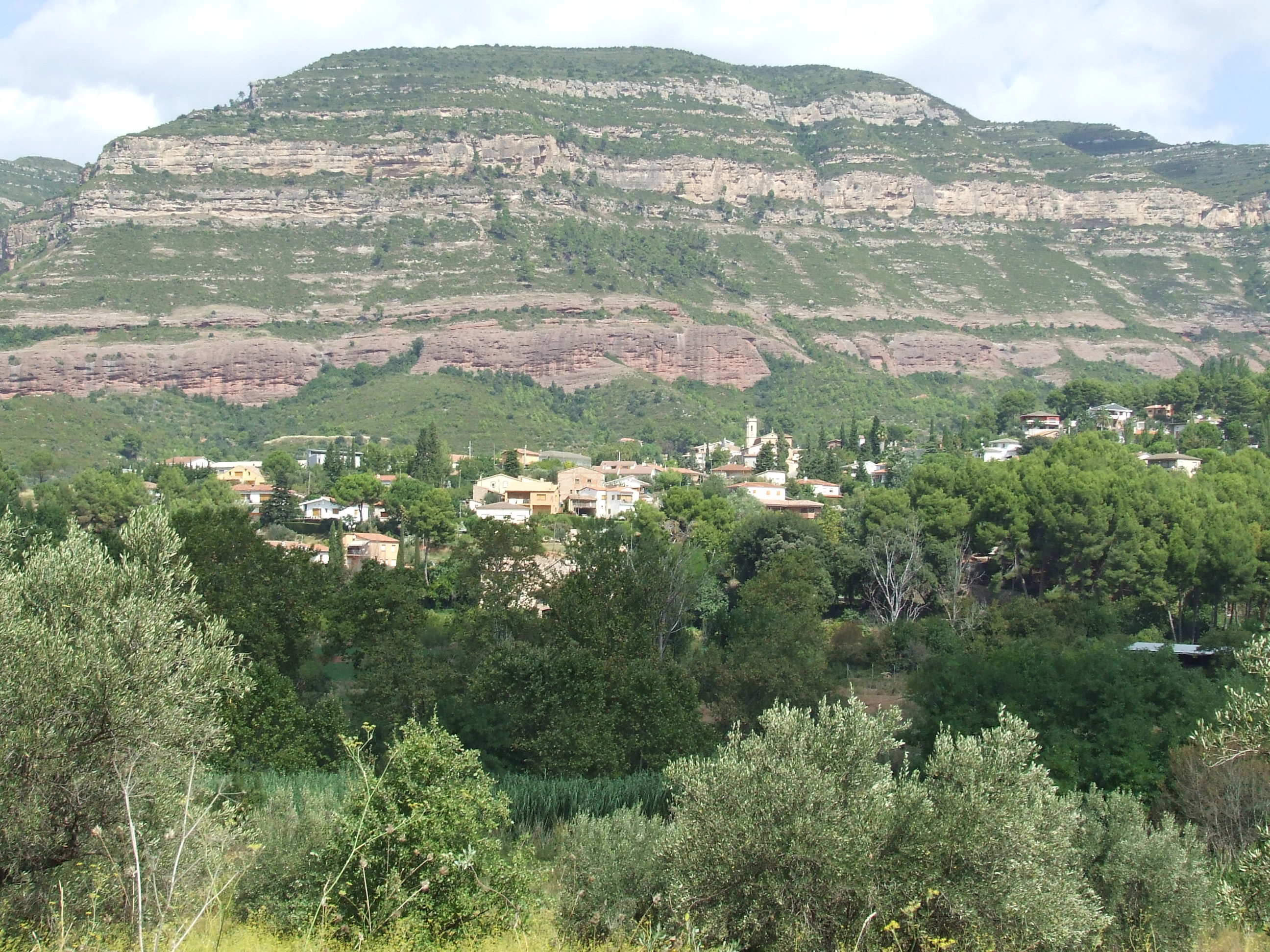
Riells del Fai, sota els Cingles de Bertí

Està situat al nord-oest de Bigues, a llevant de Sant Feliu de Codines i al sud-oest de l'antic poble de Sant Pere de Bertí. És als peus dels Cingles de Bertí i del monestir de Sant Miquel del Fai, a la capçalera de la vall del Tenes. S'hi accedeix per la carretera BV-1483, d'un quilòmetre de llargada, que arrenca de la BP-1432 en el seu punt quilomètric 22,4, uns dos quilòmetres al nord-oest de Bigues.

## Etimologia
El filòleg Joan Coromines estableix que Riells procedeix del diminutiu romànic del primitiu riu, fent referència als nombrosos riuets que l'orografia del lloc formen en aquest vessant dels Cingles de Bertí.

## Geografia

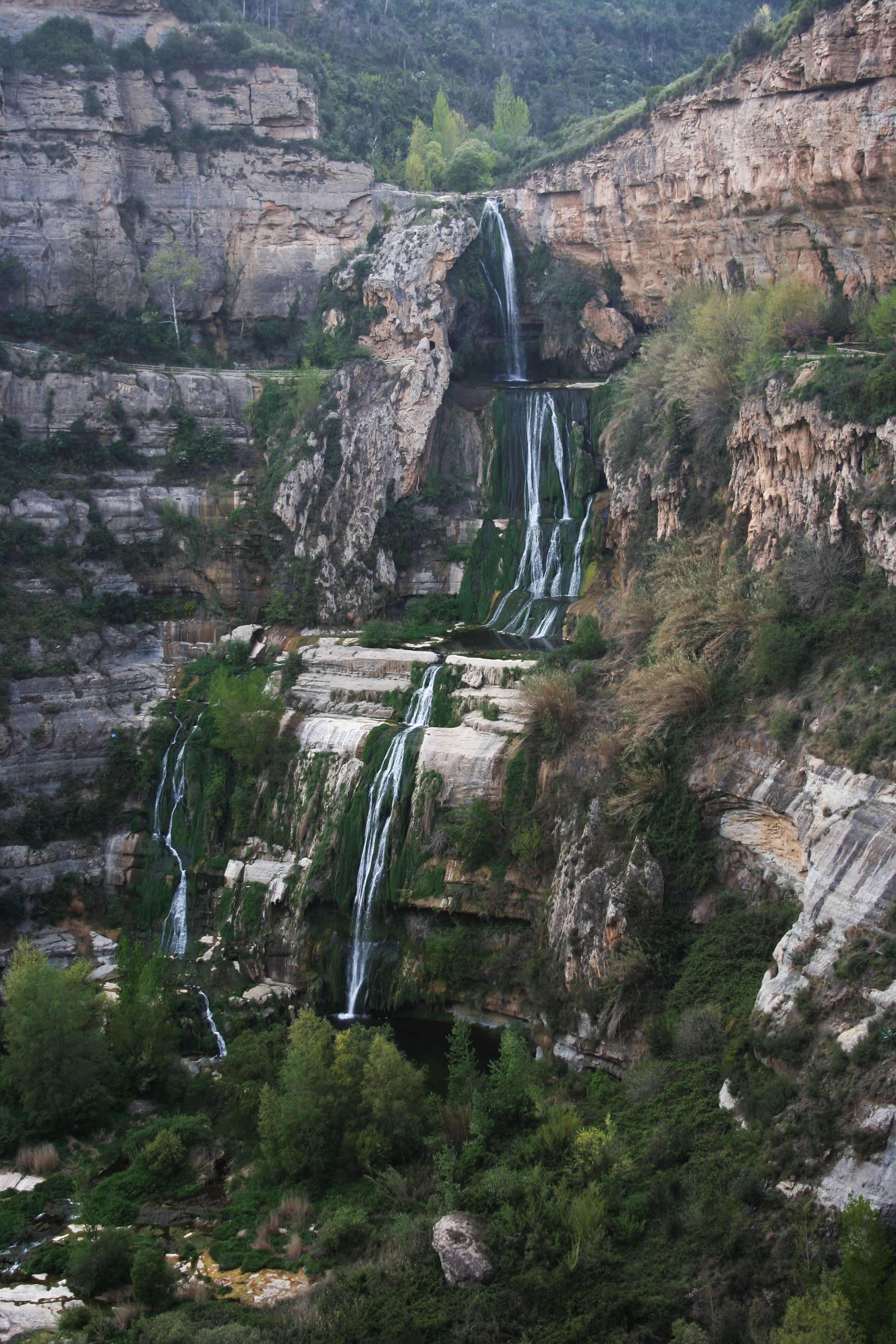
El salt del Tenes, en entrar en terme de Riells del Fai

El Tenes constitueix l'eix vertebrador d'aquest antic terme; aquest riu entra en terres de Riells del Fai a Sant Miquel del Fai, on fa l'espectacular saltant d'aigua que dona nom al territori: “fall” o “fai”, segons la pronúncia local. De seguida, ja dessota la cinglera que acull el monestir de Sant Miquel del Fai, se li ajunta el Rossinyol, que també fa un saltant molt vistós quan plou. Ja al fons de la vall s'hi ajunten, per l'esquerra, el Torrent del Gat, a la Madella, i el Torrent de Llòbrega, al Molí de la Pineda. Justament en rebre el torrent de Llòbrega s'acaba la Vall de Sant Miquel, que s'estén des de Sant Miquel del Fai fins al Molí de la Pineda. A l'alçada del Regassol rep per la dreta el torrent de la Bassella, que baixa de Sant Feliu de Codines. Al cap de poc, en haver deixat enrere el Margarit i de rebre per l'esquerra el torrent de Can Canals, entra en terres del poble de Bigues.

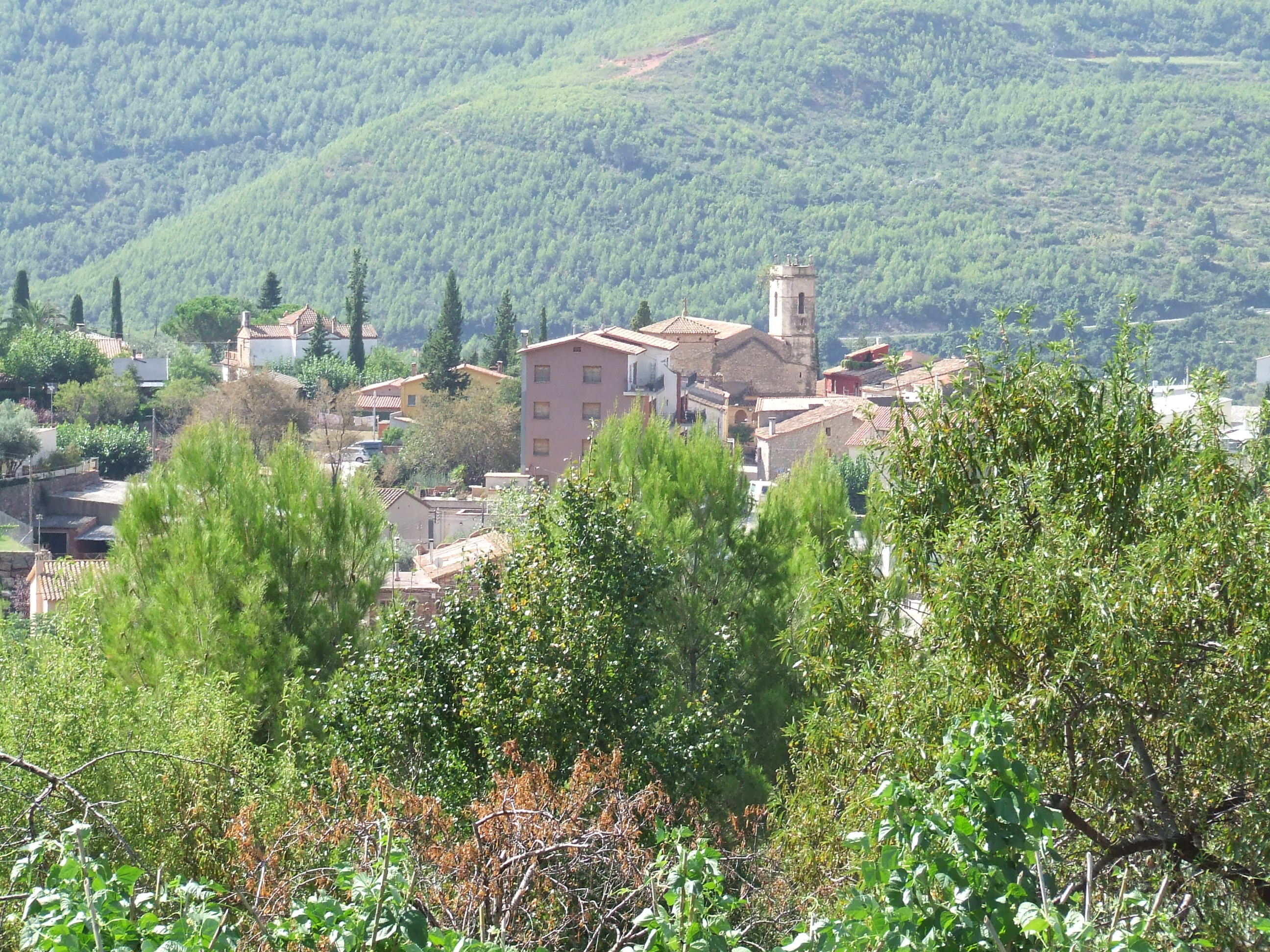
Riells del Fai, des de la Vall Blanca

Aquestes tres són les unitats geogràfiques bàsiques del terme del poble de Riells del Fai: la Vall de Sant Miquel, la del torrent de Llòbrega i la del torrent de la Bassella i torrent del Villar (part superior de la vall del de la Bassella), tot i que en aquesta darrera vall, només la meitat meridional pertany a Bigues i Riells del Fai; la septentrional és de Sant Feliu de Codines. Caldria afegir-n'hi una quarta: la del torrent de Can Canals, que ja ha estat esmentat, tot i que aquesta vall és ja termenal amb el terme del poble de Bigues. El fet que els termes dels dos pobles estiguin fusionats en el de Bigues i Riells del Fai desdibuixa una mica en l'actualitat aquesta realitat geogràfica, però l'adscripció parroquial de les masies encara la fa present.
Abans del 1950, la Sagrera de Riells del Fai era l'únic poble del terme municipal. La resta, inclòs el poble de Bigues, era una munió de masies que en alguns llocs formava petits veïnats, com els que s'esmenten en el paràgraf següent.
Un bon nombre de masies completen aquest poble: els veïnats de Can Quintanes (amb les masies de (Can Barretó, Can Berga, Can Quintanes, Can Verdereny i Can Vileu) i la Vall Blanca, i les masies de Ca l'Andreu, Can Batlles, Can Berga Vell, Can Boneto, Can Camp, Can Carbassot, Can Casanoves, Can Coll, Can Figueres, Can Griera, Can Jaume, la Madella, el Margarit, Can Mas, Can Mimeri, Can Pagès, Can Pau Boget, la Font de la Pineda, Can Peric, la Pineda, el Pollancre, Can Prat, Can Rector, el Regassol, Can Tabola, el mas can Viaplana, el Molí de Can Camp, el Molí de la Madella, el Molí de la Pineda i el Molí de Regassol, entre d'altres.
Hi ha algunes roques singulars com El Paller del Boll, els Suros i Roca Roja.
Pertany al bisbat de Vic, com la propera població de Sant Feliu de Codines i no, en canvi, com el cap del seu municipi, el poble de Bigues, que pertany al bisbat de Terrassa.
La Cova del Moro és unes balma oberta en la base de la cinglera de la part sud-occidental dels Cingles de Bertí pel curs del torrent del Traver a l'espectacular Salt de Llòbrega. Està situades a ponent d'aquest salt i al nord-oest del Gorg de les Donzelles.

## Història
Es té constància de Riells del Fai des de l'any 971, i sempre ha estat un poble petit.
Pascual Madoz informa en el seu Diccionario geográfico... del poble de Riells de San Miguel del Fay, que està format per unes 150 cases, que acullen 60 veïns (caps de casa) i unes 300 ànimes (habitants). S'hi pot llegir que és en una vall fertilitzada pel Tenes, on escullen llegums, vi, oli, fajol, patates i cebes. D'aquest darrer producte, els de Riells en treuen molt de profit venent-les pels pobles de l'entorn i per tot el pla de Vic i de Granollers. Hi havia també abundosa cacera de llebres, conills i perdius i, en el camp de la indústria, diversos molins de farina.
A principis del segle xx, Cels Gomis diu sobre Bigues (entès com a l'actual Bigues i Riells del Fai), textualment, el següent: L'ajuntament d'aquest municipi se reuneix a Riells del Fay y està format per les següents entitats: lo poble de Bigues, los caserius de Riells, lo Picardell, lo Plà del Vermell, Sant Matéu de Montbuy, La Torre y La Vall Blanca de Riells y 185 cases escampades, reunint un total de 263 edificis amb 908 habitants de fet i 899 de dret.
En els darrers cinquanta anys ha crescut molt, de primer a partir de cases de segona residència que han anat esdevenint de primera residència en els darrers anys. En l'actualitat el poble vell roman envoltat d'urbanitzacions, entre les quals destaquen Els Boscos de Riells, Can Castanyer, el Racó del Bosc, la Vall Blanca, les Torres de la Madella i Vallderrós. La del Racó del Bosc és compartida amb Sant Feliu de Codines.

## Entitats i associacions
L'Associació Riells Actiu (ARA) constituïda l'any 2008 fruit de la voluntat d'uns quants veïns i veïnes del poble amb la intenció de fomentar la participació popular en les festes i tradicions al llarg de l'any. Els objectius principals de l'associació són la dinamització social i cultural de Riells del Fai mitjançant l'organització de les festes populars, així com recuperar espais de l'entorn natural més proper.
Altres entitats: Coral Sant Vicenç, Associació Pessebrista de Riells del Fai, Motoclub.
L'any 2011 es va crear l'associació Bigues i Riells Entorn Natural que té als seus estatuts la defensa i protecció de l'Espai d'Interès Natural dels Cingles de Bertí dins del municipi de Bigues i Riells del Fai (majoritàriament dins el terme del poble de Riells del Fai); entre les seves prioritats figura la parella d'àliga cuabarrada que nia als cingles de l'espai natural, i que per la seva màxima protecció a nivell europeu i estatal ha estat el motiu principal de la creació de la zona protegida.

## Monuments
- Les Gomires fou una masia del poble de Riells del Fai, en el terme municipal de Bigues i Riells del Fai, al Vallès Oriental. Estava situada a migdia d'on hi havia la masia de Can Conillo, al sud-est de l'actual urbanització dels Boscos de Riells i a la dreta del torrent de Can Pagès. És a prop i a llevant de Can Pagès.[8]